# Hoogboom
Hoogboom è una località delle Fiandre, in Belgio. Già parte del comune di Ekeren, nel 1983 il suo territorio fu unito a quello di Kapellen (Provincia di Anversa).